# Cratere Basbrun
Basbrun è un cratere sulla superficie di Giapeto.